# Evelina Haverfield
Evelina Haverfield (née Scarlett ; 9 août 1867 – 21 mars 1920), est une suffragette britannique et une travailleuse humanitaire.
Au début du xxe siècle, elle est impliquée dans l'organisation militante pour le droit de vote des femmes d'Emmeline Pankhurst, la Women's Social and Political Union. Pendant la Première Guerre mondiale, elle travaille comme infirmière en Serbie. Après la guerre, elle retourne en Serbie avec sa compagne Vera Holme pour créer un orphelinat à Bajina Bašta, une ville de l'ouest du pays.

## Début de carrière
Evelina Haverfield naît le 9 août 1867 au château d'Inverlochy (en), à Kingussie en Écosse,. Elle est la troisième des 5 filles et du fils de William Scarlett, 3e baron Abinger (en), et de son épouse, Helen Magruder, fille d'un commodore de la marine américaine,,. Son enfance est partagée entre Londres et le domaine d'Inverlochy. En 1880, elle fréquente l'école de Düsseldorf, en Allemagne.
Le 10 février 1887, à l'âge de 19 ans, elle épouse un officier de la Royal Artillery, le major Henry Wykeham Brooke Tunstall Haverfield RA (1846-1895), à Kensington, Londres, et le couple s'installe à Sherborne, dans le Dorset. De 1890 à 1893, ils vivent à West Hall, un manoir élisabéthain à Folke près de Sherborne. En 1893, le couple déménage à Marsh Court dans un hameau du Dorset, Caundle Marsh. Le mari d'Evelina est de 20 ans son aîné,. Le mariage est heureux et donne deux fils, John Campbell Haverfield (1887-1915) et Brook Tunstall Haverfield (1889-1954), mais Henry Haverfield meurt huit ans plus tard,.
Evelina Haverfield jouit d'un style de vie qui n'est pas encore courant pour les femmes. Par exemple, elle fait du vélo avec une bicyclette qu'elle appelle Pegasus. Le cyclisme est adopté par les suffragettes car il utilise un véhicule d'« air pur » et de liberté. Le sentiment de libération est dynamique pendant la Grande Guerre, lorsque la mobilité est très prisée et engendre l’égalité. Le 19 juillet 1899, elle épouse en secondes noces le major John Henry Balguy RA (1859-1933), issu d'une famille de la noblesse du Derbyshire, un autre major de la Royal Artillery, plus tard brigadier-général puis magistrat de la police métropolitaine et  vieil ami militaire de son défunt mari. La cérémonie a lieu à Caundle Marsh. La mariée reprend bientôt le nom de Haverfield et garde sa maison de Marsh Court à Sherborne. Le jour de son mariage, elle écrit dans son journal : 
« J'ai épousé le major Balguy sans aucune intention de changer de nom ni de mode de vie. C'est un vieil ami de mon cher Jack. »
Pendant la Seconde guerre des Boers, elle voyage en Afrique du Sud pendant deux ans pour servir d'assistante à son mari qui y est en poste. Elle aime s’impliquer dans la zone militaire et participe même à des entraînements au tir au fusil. Là-bas, elle crée un camp de retraite pour chevaux. Après dix ans, le couple se sépare mais ne divorce pas.
L'amitié de Haverfield avec Vera "Jack" Holme, qui vit avec elle dans le Devon à partir de 1911, ressemble peut-être davantage à un mariage, car un an après avoir emménagé, Holme fait de Haverfield son unique héritière (y compris en lui laissant un lit avec 'EH&V.H.' gravé dessus). En 1921, le testament de Haverfield est contesté par son mari ; leur mariage a été qualifié d'« union insatisfaisante ».

## Suffrage des femmes
Evelina Haverfield commence à s'intéresser à la politique et s'aligne sur les groupes modérés pour le droit de vote des femmes. En avril 1909, elle est une membre fondatrice avec Mildred Mansel (1868-1942) de la branche Sherborne de la National Union of Women's Suffrage Societies,.
En 1908, elle assiste à un rassemblement au Royal Albert Hall et commence à soutenir des suffragettes activistes, rejoignant la Women's Social and Political Union (WSPU). Elle participe à de nombreuses manifestations et est arrêtée à plusieurs reprises pour entrave et agression contre la police.
En 1909, Haverfield participe à la marche pour la Déclaration des droits. Des membres du WSPU, dirigées par Emmeline Pankhurst, tentent d'entrer à la Chambre des communes. Elles sont bloquées par la police et plus de 100 femmes sont arrêtées, dont Haverfield. À la suite d'une manifestation du WSPU en 1910, elle est arrêtée pour avoir agressé un policier après l'avoir frappé à la bouche,. Selon les accusations portées contre elle, elle a également déclaré : « Ce n'était pas assez dur. La prochaine fois, j'apporterai un revolver »
En 1911, elle fait partie des 200 femmes arrêtées à Londres pour avoir brisé des vitres et endommagé des bâtiments gouvernementaux lors d'une manifestation publique contre le projet de loi d'un vote réservé aux hommes. Le projet de loi de veto adopté par les Communes est contesté à plusieurs reprises par les Lords lors des efforts du gouvernement libéral pour garantir les dispositions dans leurs budgets en 1909 et 1910. Le rôle de Haverfield dans cette manifestation particulière est de tenter de perturber un cordon de police en faisant sortir les chevaux de la police de leur rang,. La même année, Haverfield commence une relation avec sa camarade suffragette, l'actrice Vera Holme, qui dure jusqu'à la mort de Haverfield, bien qu'en 1919 Holme vive à Kirkcudbright où elle a une liaison avec l'artiste Dorothy Johnstone.
Avec Alice Laura Embleton (une scientifique du cancer), Vera Holme et Celia Wray, Evelina Haverfield créé une ligue privée, la Foosack League. L'admission y est réservée aux femmes et aux suffragistes ; les documents  internes suggèrent que la Foosack League est une société secrète lesbienne. Les quatre femmes sont des amies proches — comme en témoignent les nombreuses lettres écrites entre elle, notamment pendant la Première Guerre mondiale.

## Première Guerre mondiale

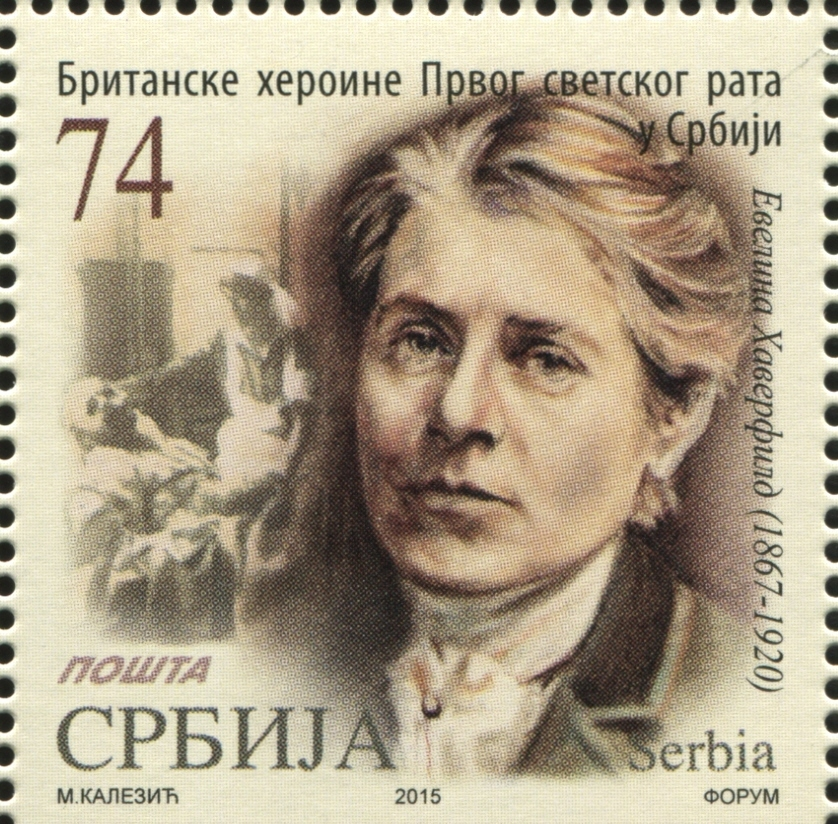
Haverfield sur un timbre serbe de 2015 de la série Héroïnes britanniques de la Première Guerre mondiale en Serbie.

Lorsque la Première Guerre mondiale éclate en 1914, Evelina Haverfield se demande comment les femmes pourraient aider en cas d'invasion du Royaume-Uni et fonde le Women's Emergency Corps (en). En 1915, elle se porte volontaire pour partir à l'étranger avec les Scottish Women's Hospitals, rejoignant Elsie Inglis en Serbie,, et Mary H. J. Henderson (en), une autre suffragette écossaise. Au début de 1916, elles sont contraintes de quitter la Serbie à la suite de l’invasion allemande. Evelina Haverfield retourne au Royaume-Uni et donne des interviews à la presse sur la situation en Serbie. En août, elle se rend à la demande d'Inglis en Dobroudja en Roumanie. Avec Flora Sandes, elle fonde le « Fonds de l'Honorable Evelina Haverfield et du Sergentt-Major Flora Sandes pour la promotion du confort des soldats et des prisonniers serbes ».

### Après la guerre
Après la fin de la guerre, Evelina Haverfield se tourne vers l'aide aux enfants serbes orphelins. Elle se rend en Serbie avec Holme et contribue à la construction d'un centre de santé pour enfants à Bajina Bašta, qui portera plus tard son nom. Elle décède d'une pneumonie le 21 mars 1920, à l'âge de 52 ans, et est enterrée au cimetière de Bajina Bašta. Un service commémoratif a lieu pour elle à la cathédrale de Southwark le 1er mai 1920. En 1923, une plaque commémorative est installée à sa mémoire à l'église de Bishop's Caundle dans le Dorset, sous la fenêtre commémorative qu'Evelina a érigée pour son premier mari. Vera Holme bénéficie d'une rente annuelle de 50 £ à vie d"Evelina Haverfield bien que son testament ait été contesté par son mari.